# 壽臣山
壽臣山（英語：Shouson Hill）是香港南部的一個山丘，位於香港島黃竹坑與深水灣之間，海拔148米。

## 名稱
壽臣山的北部為黃竹坑谷，是明清時期香港村（又稱香港圍）的所在地。壽臣山原名鐵坑山，因昔日黃竹坑一帶被稱為「鐵坑」。至於壽臣山的名稱，因1936年獲英王為表揚周壽臣對香港貢獻，將鐵坑山命名壽臣山，並把他的府邸—松壽居，門前道路命名為壽山村道。

## 鄰近山峰
壽臣山的鄰近山峰，有在西南方的南朗山、在西邊的斑納山、在西北方的金馬倫山、在正北方的聶高信山、正東方的紫羅蘭山。 

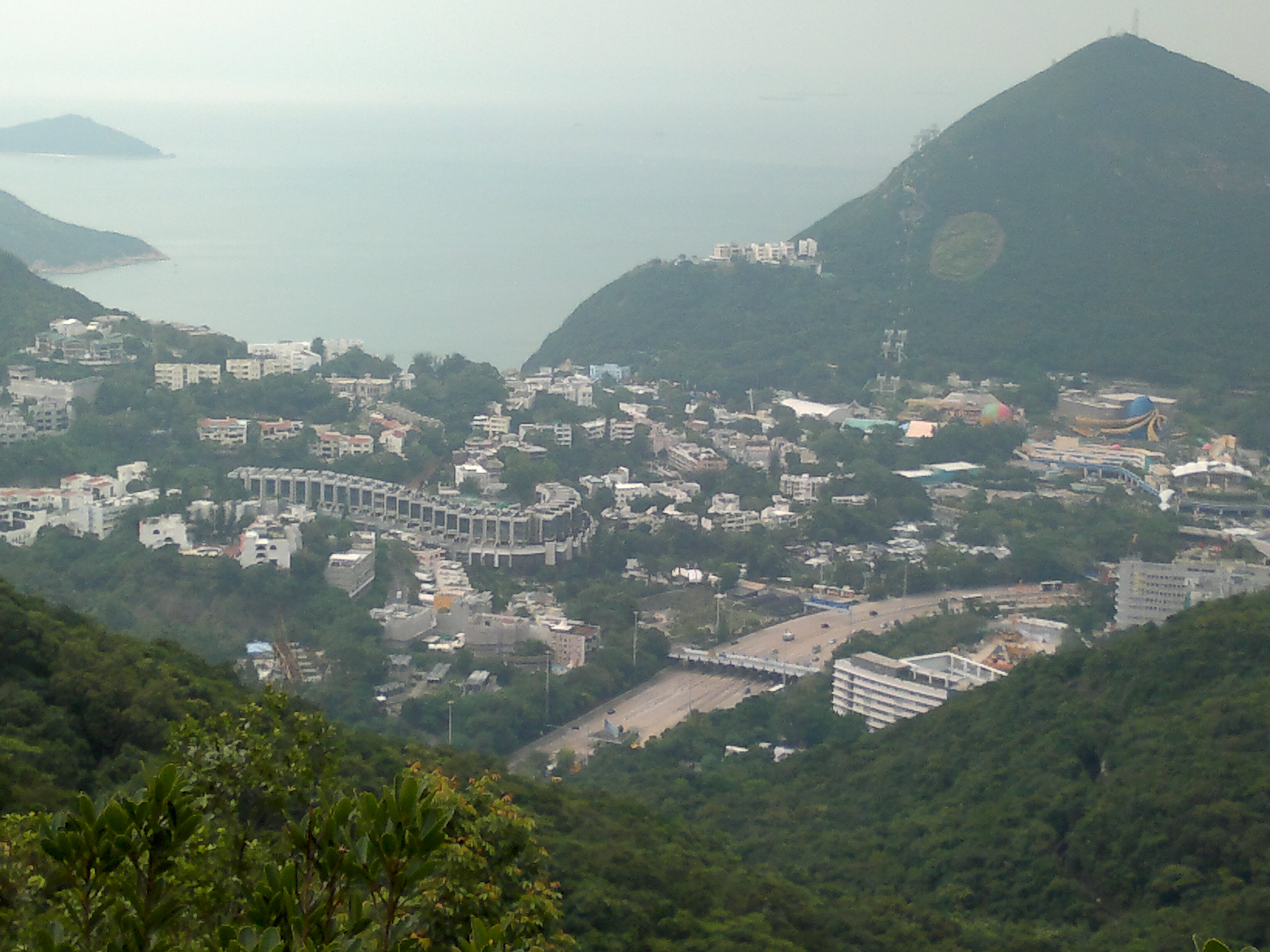
壽臣山西部，圖右為香港仔隧道收費廣場

## 社區
這座山週圍是香港其中一個高級住宅區，有一部分稱為壽山村。

## 鄰近建築
- 香港海洋公園
- 黃竹坑道
- 香港仔隧道
- 香島道
- 南風道
- 淺水灣泳灘
- 深水灣道
- 深水灣徑
- SHOUSON PEAK壽山村道9至19號

## 註腳
1. ↑  .   [2007-01-17]. （原始内容存档于2007-09-29）.
2. ↑  蘋果日報 - 要聞港聞 - 20061125 - 乖孫出書　周壽臣威水史再現[永久]
3. ↑  [http://www.centamap.com/scripts/centamap2.asp?lg=B5&cx=836895&cy=812267&zm=6&mx=836895&my=812267&ms=2&sx=&sy=&ss=0&sl=&vm=&lb=&ly=壽臣山地圖 （页面存档备份，存于）

## 外部連結
- 壽臣山地圖 （页面存档备份，存于）